# 陈君范
陈君范（?—?），南朝陈宗室，陈文帝之孙，鄱阳王陈伯山的长子，陈君宾之兄。
陈宣帝时，陈君范为鄱阳国世子，历任贞威将军、晋陵郡太守。隋灭陈，陈君范被俘入隋朝。隋文帝将陈朝宗室王侯迁徙到陇右及河西诸州，令他们各自耕种为业。大业二年（606年），陈后主第六女为隋炀帝贵人，陈君范等人被召还长安。陈君范官至温县县令。